# Doschendorf
Doschendorf ist ein Gemeindeteil der Stadt Scheßlitz im oberfränkischen Landkreis Bamberg in Bayern.

## Geografie
Der Weiler befindet sich etwa vier Kilometer nordnordöstlich von Scheßlitz auf einer Höhe von 355 m ü. NHN.

## Geschichte
Bis zum Beginn des 19. Jahrhunderts unterstand Doschendorf der Landeshoheit des Hochstifts Bamberg. Die Dorf- und Gemeindeherrschaft wurde dabei vom Dompropsteiamt Burgellern ausgeübt, einem Mediat des Hochstifts. Die Wahrnehmung der Hochgerichtsbarkeit stand dem ebenfalls bambergischen Amt Memmelsdorf in seiner Rolle als Centamt zu. Als das Hochstift Bamberg infolge des Reichsdeputationshauptschlusses 1802/03 säkularisiert und unter Bruch der Reichsverfassung vom Kurfürstentum Pfalz-Baiern annektiert wurde, wurde damit auch Doschendorf zum Bestandteil der während der „napoleonischen Flurbereinigung“ in Besitz genommenen neubayerischen Gebiete.
Durch die Verwaltungsreformen im Königreich Bayern zu Beginn des 19. Jahrhunderts wurde Doschendorf mit dem Zweiten Gemeindeedikt 1818 ein Teil der Landgemeinde Stübig. Im Zuge der Gebietsreform in Bayern wurde der Weiler zusammen mit der Gemeinde Stübig am 1. Mai 1978 in die Stadt Scheßlitz eingegliedert. Im Jahr 1987 hatte Doschendorf 18 Einwohner.

## Verkehr
Die Anbindung an das öffentliche Straßennetz wird ausschließlich durch eine Gemeindeverbindungsstraße hergestellt, die aus dem Westnordwesten von Pausdorf kommend, nach dem Ort in ostsüdöstlicher Richtung zur Staatsstraße St 2210 weiterführt.